# جون بارلو (سياسي)
جون بارلو هو سياسي كندي، ولد في 13 أكتوبر 1971 في ريجاينا في كندا. نشط حزبياً في حزب المحافظين الكندي. في By-elections to the 41st Canadian Parliament ‏، انتخب عضو مجلس العموم الكندي عن دائرة Macleod (federal electoral district) ‏ وقد انضم خلال فترته النيابية ‏ (30 يونيو 2014 – 18 أكتوبر 2015) للكتلة البرلمانية حزب المحافظين الكندي وفي الانتخابات الفيدرالية الكندية 2015، انتخب عضو مجلس العموم الكندي عن دائرة Foothills (electoral district) ‏ وقد انضم خلال فترته النيابية ‏ (19 أكتوبر 2015 – ) للكتلة البرلمانية حزب المحافظين الكندي.

## وصلات خارجية
- الموقع الرسمي